# 水星13

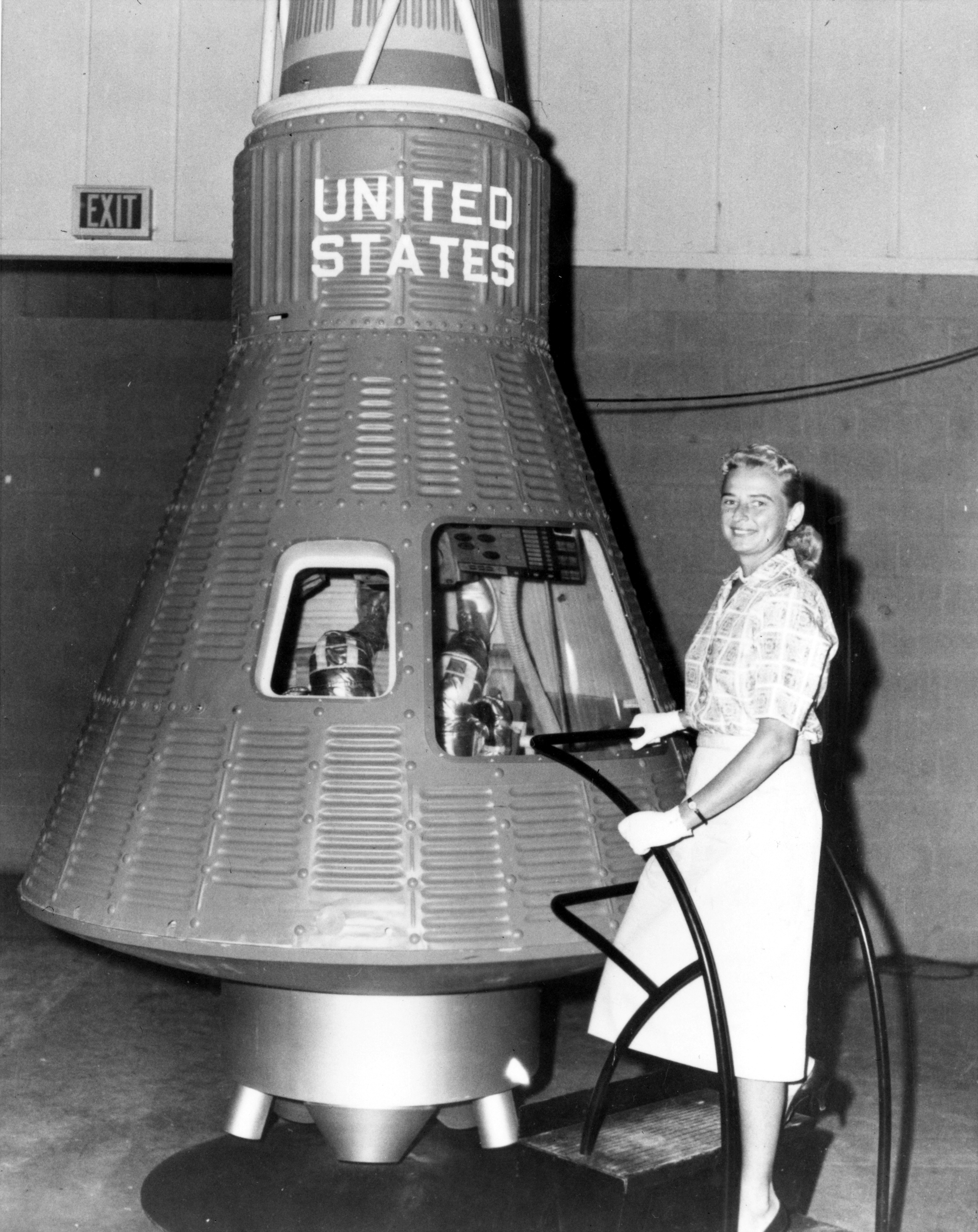
1960年代，傑麗·科布（Jerrie Cobb）和水星太空艙合影。

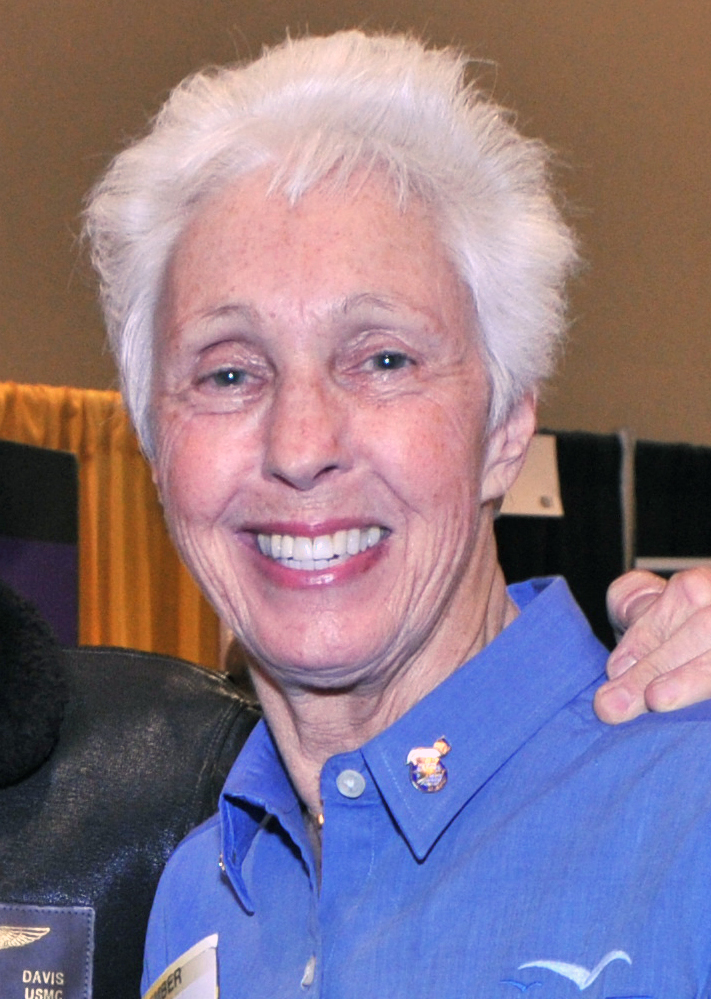
2021年7月20日，水星13太空人沃利·馮克承搭新雪帕德火箭進行了一次亞轨道太空飛行。

水星13号计划（Mercury 13）是美国在1961年由私人資助舉辦的一項太空人篩選計劃，由25名女性飛行員候選人所組成。該次測試與NASA於1959年4月9日为水星计划挑选男性太空人的篩選測試標準一致，最後有13名候選人入圍進行進一步測試。水星13這個概念是好莱坞制片人詹姆斯·克罗斯（James Cross）於1995年创造，目的是讓水星13与曾經被选中執行太空任務的水星计划七人男性太空人相比较。水星13並不是NASA挑選出來的太空人，她們从未執行過NASA的太空飞行任務，水星13也不是一个团体。

## 歷史
1960年代，一些女性曾游说白宫和国会让女性加入太空人计划。她们還于1962年在国会參加聽證。克莱尔·布思·鲁斯在生活上發表文章，宣传这些符合太空人資格的女性并批评美国国家航空航天局沒有選出女性宇航员。